# الجدل حول الاحتباس الحراري
يتعلق الجدل حول الاحتباس الحراري بالنقاش العام حول الاحتباس الحراري على مستوى العالم، وعدد مرات حدوثه في العصر الحديث، وسببه، وآثاره، والإجراءات اللازمة لمنعه، وتبعات الاحترار العالمي يوجد في المؤلفات العلمية إجماع قوي على أن درجات الحرارة السطحية العالمية قد ازدادت في العقود الأخيرة وأن هذا الاتجاه ناجم عن انبعاثات غازات الدفيئة التي يسببها الإنسان. ولا توجد أي هيئة علمية ذات مكانة وطنية أو دولية لا توافق على هذا الرأي، على الرغم من أن عددًا قليلًا من المنظمات الأعضاء في الصناعات الاستخراجية يشغلون مناصب هامة يعارضون هذا الرأي. تنتشر الخلافات حول الحقائق العلمية الرئيسية للاحترار العالمي في وسائل الإعلام أكثر منها في الأدبيات العلمية، حيث يتم التعامل مع مثل هذه القضايا على أنها حل، وتعتبر تلك القضية من أكثر القضايا انتشارًا في الولايات المتحدة من العالم.
ويشمل النقاش السياسي والشعبي المتعلق بوجود وسبب تغير المناخ أسباب الزيادة المسجلة في سجل درجات الحرارة، وما إذا كان الاحترار يتجاوز التغيرات المناخية الطبيعية، وما إذا كانت الأنشطة البشرية قد أسهمت إسهامًا كبيرًا في ذلك. وقد حل العلماء هذه الأسئلة بشكل حاسم لصالح الرأي القائل بأن الاتجاه الحالي للاحترار قائم ومستمر، وأن النشاط البشري هو السبب، وأنه لا سابق له في ما لا يقل عن 2000 سنة. وتشمل النزاعات العامة التي تعكس أيضًا النقاش العلمي تقديرات لكيفية استجابة نظام المناخ لأي مستوى معين من الغازات الدفيئة، وكيفية تأثير تغير المناخ العالمي على المستويات المحلية والإقليمية، وما هي نتائج الاحتباس الحراري.
ولا يزال الاحتباس الحراري مسألة نقاش سياسي واسع الانتشار، غالبًا ما تنتشر على طول الخطوط السياسية للأحزاب، وخاصةً في الولايات المتحدة. كما لانزال تلك القضية وما يتعلق بها من المسائل التي يتم تسويتها داخل الأوساط العلمية، مثل المسؤولية البشرية عن الاحتباس الحراري، والمحفزات السياسية أو الاقتصادية التي تدفع إلى التقليل من شأنها أو رفضها أو إنكارها - وهي ظاهرة أيديولوجية صنفها الأكاديميون والعلماء على أنها إنكار لتغير المناخ. وقد شكك الجانبان في مصادر تمويل الجهات المعنية بعلوم المناخ - التي تدعم المواقف العلمية الرئيسية أو تعارضها. كما توجد مناقشات حول أفضل استجابات السياسة العامة للعلم، وفعاليتها من حيث التكلفة. وقد أبلغ علماء المناخ، وخاصةً في الولايات المتحدة، عن ضغوط رسمية وصناعة نفطية للرقابة أو قمع عملهم وإخفاء البيانات العلمية، مع توجيهات بعدم مناقشة الموضوع في الاتصالات العامة. أما القضايا القانونية المتعلقة بالاحترار العالمي وآثاره والتدابير الرامية إلى تخفيضه فقد وصلت إلى المحاكم الأمريكية. وقد تم اتهم لوبي الوقود الأحفوري على أنه يدعم علنًا أو سرًا الجهود الرامية إلى تقويض أو تشويه سمعة الإجماع العلمي على تبعات الاحترار العالمي.

## الرأي العام
خصصت وسائل الإعلام في الولايات المتحدة تغطية قليلة للاحترار العالمي حتى جفاف عام 1988، كان منها شهادة جيمس هانسن لمجلس الشيوخ، والتي عزا صراحةً «الطقس الحار غير الطبيعي الذي يعاني منه أمتنا» إلى الاحترار العالمي.
كما غيرت الصحافة البريطانية تغطيتها للموضوع في نهاية عام 1988، عقب خطاب مارغريت تاتشر للجمعية الملكية الداعية إلى اتخاذ إجراءات ضد تغير المناخ الناجم عن البشر.
ووفقًا لأنابيلا كارفالهو، وهي محللة أكاديمية، فإن «تنازل» تاتشر عن مخاطر تغير المناخ لتعزيز الطاقة النووية، في سياق تفكيك صناعة الفحم بعد إضراب عمال المناجم 1984-1985 كان أحد أسباب التغيير في التغطية الصحفية للموضوع. في الوقت نفسه كانت المنظمات البيئية والمعارضة السياسية تطالب «بالتوصل إلى حلول تتناقض مع الحكومة». في أيار / مايو 2013 اتخذ الأمير تشارلز، أمير ويلز موقفًا قويًا ينتقد فيه كل من ينكر تغير المناخ.
اتخذت العديد من الدول الأوروبية إجراءات للحد من انبعاثات الغازات الدفيئة قبل عام 1990. بدأت ألمانيا الغربية في اتخاذ إجراءات بعد أن حاز حزب الخضر على مقاعد في البرلمان في الثمانينات. وصدقت جميع بلدان الاتحاد الأوروبي على بروتوكول كيوتو لعام 1997. وأُقيمت أيضًا أنشطة وفعاليات كبيرة من جانب المنظمات غير الحكومية. وتفيد إدارة معلومات الطاقة في الولايات المتحدة بأن «الانكماش في عام 2012 يعني أن الانبعاثات في أدنى مستوياتها منذ عام 1994 وأكثر من 12 في المائة عمل كلنت عليه في الذروة في عام 2007».
اقترح الكيميائي السويدي سفانتي أرينيوس في عام 1896 النظرية القائلة بأن الزيادات في الغازات الدفيئة ستؤدي إلى زيادة في درجة الحرارة لأول مرة، ولكن تغير المناخ لم يُتناول كقضية سياسية حتى التسعينيات. استغرق الأمر عدة سنوات لهذه المسألة لجذب أي نوع من الاهتمام. في أوروبا، اكتسب مفهوم التأثير البشري على المناخ قبولًا واسعًا أسرع من الولايات المتحدة وبلدان أخرى. وخلصت دراسة استقصائية أجريت في عام 2009 إلى أن الأوروبيين يعتبرون تغير المناخ ثاني أكبر مشكلة تواجه العالم، بين «الفقر ونقص الغذاء ومياه الشرب» و «الانكماش الاقتصادي العالمي الكبير». واعتبر 87٪ من الأوروبيين أن التغير المناخي يشكل مشكلة خطيرة جدًا أو خطيرة، في حين لم يعتبر 10٪ منهم أن تلك القضية كمشكلة خطيرة.
في عام 2007، أعلنت هيئة الإذاعة البريطانية عن إلغاء البرنامج التلفزيوني الخاص بالكوكب، والذي كان من شأنه أن يسلط الضوء على قضية الاحترار العالمي، وتضمن هذا الإيقاف الكهربائي الشامل. وقال رئيس تحرير مجلة «نيوزنايت» للشؤون الجارية: «ليس من شأن هيئة الإذاعة البريطانية على الإطلاق إنقاذ الكوكب، وأعتقد أن هناك الكثير من الناس الذين يعتقدون اأنه يجب وقفهذا الأمر». وقال مارك ليناس «السبب الوحيد وراء هذا الأمر هو أن هناك مجموعة صغيرة من جماعات التطرف اليميني التي تشكك من التغييرات الحادثة في المناخ، وبالتالي فإن هيئة الإذاعة البريطانية نأخذ موقف الجبان وترفض اتخاذ موقف أكثر اتساقًا».
قدم مؤلفو كتاب «تجار الشك» في عام 2010 وثائق تؤكد أن المندوبين المحترفين حاولوا زرع بذور الشك في الرأي العام من أجل وقف أي تقدم اجتماعي أو سياسي هادف للحد من تأثير انبعاثات الكربون البشرية. وحقيقة أن نصف السكان الأمريكيين فقط يعتقدون أن الاحترار العالمي ناجم عن النشاط البشري يمكن اعتباره انتصارًا لهؤلاء المنكرين. كانت إحدى الحجج الرئيسية للمؤلفين هي أن العلماء البارزين الذين أعربوا عن معارضتهم لإجماع شبه عالمي يتم تمويلهم من قبل بعض الشركات الصناعية مثل شركات السيارات والنفط، التي تخسر المال من خلال الإجراءات الحكومية لتنظيم غازات الدفيئة. خلاصة وافية لنتائج الاستطلاع حول التصورات العامة حول الاحترار العالمي أدناه.
في عام 2007، أفاد تقرير عن التصورات العامة في المملكة المتحدة أجراه إيبسوس موري  أن
- هناك اعتراف واسع النطاق بأن المناخ، بغض النظر عن السبب، يتغير وأن 88٪ يعتقدون أن هذا صحيح.
- ومع ذلك، فإن الجمهور يعتبر غير المجتمع العلمي، أي أن 41٪ يعتقدون أن تغير المناخ يحدث بسبب كل من النشاط البشري والعمليات الطبيعية. بينما يعتقد 46٪ النشاط البشري هو السبب الرئيسي.
- ترفض أقلية صغيرة فقط تأثير العامل البشري قي تغير المناخ، في حين أن ما يقرب من نصفهم (44٪) يشعرون بقلق بالغ حول ذلك الأمر. ومع ذلك، لا تزال هناك نسبة كبيرة من الذين لا يقتنعون تمامًا ويشككون في مدى التهديد.
- لا تزال هناك رغبة قوية لدى الجمهور للحصول على مزيد من المعلومات، مع وجود 63٪ يقولون أنهم يحتاجون إلى هذا للتوصل إلى رؤية حازمة بشأن القضية وما يتعلق بها من تبعات.
- ويواصل الجمهور إضفاء الطابع الخارجي على تغير المناخ على الأشخاص والأماكن والأوقات الأخرى.

وينظر إلي القضية بشكل متزايد على أنها قضية عالمية رئيسية ذات عواقب بعيدة المدى بالنسبة للأجيال القادمة - إذ يقول 45٪ أن تلك القضية أخطر تهديد يواجه العالم اليوم ويعتقد 53٪ أنها ستؤثر بشكل كبير على الأجيال القادمة. ومع ذلك، فإن هذه القضية تتميز بشكل أقل بروزًا على الصعيدين الوطني والمحلي، في واقع الأمر، يعتقد 9٪ فقط أن تغير المناخ سيكون له تأثير كبير عليهم شخصيًا. وذكر ديفيد سوزوكي، الناشط في علوم البيئة الكندية والناشط في مجال البيئة، أن مجموعات التركيز التي نظمتها مؤسسة ديفيد سوزوكي في عام 2006، أظهرت أن الجمهور لديه فهم ضعيف لطبيعة الاحترار العالمي، على الرغم من الدعاية من خلال وسائل مختلفة، بما في ذلك الأفلام مثل حقيقة غير مريحة والساعة الحادية عشر.
ومن الأمثلة على سوء الفهم لتلك القضية الخلط الاحترار العالمي واستنزاف الأوزون أو المشاكل البيئية الأخرى.
وقد وجد استطلاع للرأي أجرته منظمة «بيو» للأبحاث في 15 دولة في عام 2006 أن هناك «فجوة كبيرة في القلق بشأن الاحترار العالمي - حوالي ثلثي اليابانيين (66٪) والهنود (65٪) يقولون إنهم قلقون شخصيًا بقدر كبير، بينما أعرب (46٪) من الفرنسيين عن قلقهم الشديد إزاء الاحترار العالمي، استنادًا إلى أولئك الذين سمعوا عن هذه المسألة، ولكن لا يوجد دليل على الانزعاج من الاحترار العالمي سواء بالنسبة للولايات المتحدة أو الصين - وهما أكبر منتجي غازات افيئة، بينما يقول 19٪ فقط من الأمريكيين و 20٪ من الصينيين ممن سمعوا عن هذه القضية أنهم قلقون كثيرًا حول الاحترار العالمي - أدنى النسب المئوية في البلدان ال 15 التي شملتها الدراسة، ما يقرب من نصف الأميركيين (47٪)، وعدد أقل قليلا في الصين (37٪)».
وأظهر استطلاع أجرته منظمة "بيو غلوبال" في عام 2007 من 47 دولة أن "الأغلبيات الكبرى 25 من 37 دولة تقول أن الاحترار العالمي يمثل مشكلة" خطيرة جدًا".
هناك اختلافات بين رأي العلماء وبين الرأي العام. ووجد استطلاع للرأي أُجري عام 2009 في الولايات المتحدة من قبل مركز أبحاث بيو أن «84٪ من العلماء يقولون أن الأرض تزداد دفئًا بسبب النشاط البشري مثل حرق الوقود الأحفوري، بينما يوافق 49٪ فقط من الجمهور هلى هذا الأمر». وأظهر استطلاع للرأي أُجري عام 2010 في المملكة المتحدة لهيئة الإذاعة البريطانية «شكوك في ارتفاع درجة حرارة المناخ». وقال روبرت واتسون أنه وجد هذا «مخيبًا للآمال» وقال «نحن بحاجة إلى أن يفهم الجمهور أن تغير المناخ خطير حتى يغير المجتمع عاداته ويساعدنا على التحرك نحو إنتاج منخفض للكربون».
وفي استطلاع للرأي أُجري في كندا عام 2012، وجد 32٪ من الكنديين أنهم يعتقدون أن تغير المناخ يحدث بسبب النشاط البشري، في حين قال 54٪ أنهم يعتقدون أن الاحترار العالمي ناتج عن النشاط البشري وجزئيًا بسبب الاختلاف الطبيعي للمناخ. 9٪ يعتقدون أن تغير المناخ يحدث بسبب تغير المناخ الطبيعي، و 2٪ فقط يعتقدون أن تغير المناخ لا يحدث على الإطلاق.

### الجدل المتعلق
اختلف كثير من منتقدي الآراء التوافقية بشأن الاحترار العالمي، كليًا أو جزئيًا، حول الإجماع العلمي بشأن قضايا أخرى، ولا سيما تلك المتعلقة بالمخاطر البيئية، مثل نفاذ الأوزون، والدي. دي. تي، والتدخين السلبي. يقول كريس موني، مؤلف كتا الحرب الجمهورية للعلوم، أن ظهور مجموعات متداخلة من العلماء والمعلقين والمفكرين المشككين في الخلافات التي لا علاقة لها على ما يبدو من محاولة منظمة لتحل محل التحليل العلمي مع الأيديولوجية السياسية. يقول موني إن التشكيك في القضايا التي هي سياسية في الأساس، ولكنها ليست علمية، مثيرة للجدل أصبح سائدًا على نحو متزايد في ظل إدارة جورج دبليو بوش، والتي، كما يقول، تشوه بانتظام و / أو تقمع البحث العلمي لتعزيز أهدافها السياسية. كان هذ أيضًا هو موضوع كتاب عام 2004 المؤلف من قبل المحامي البيئي روبرت ف. كينيدي الابن بعنوان جرائم ضد الطبيعة: كيف ساهم جورج دبليو بوش والشركات في نهب البلاد وقمع حرية الديمقراطية. ظهر كتاب آخر حول هذا الموضوع هو الاعتداء على السبب من قبل نائب الرئيس السابق للولايات المتحدة آل غور.

## الإجماع العلمي

ملخص آراء علماء المناخ والأرض بشأن تغير المناخ. انقر لرؤية ملخص أكثر تفصيلًا للمصادر.

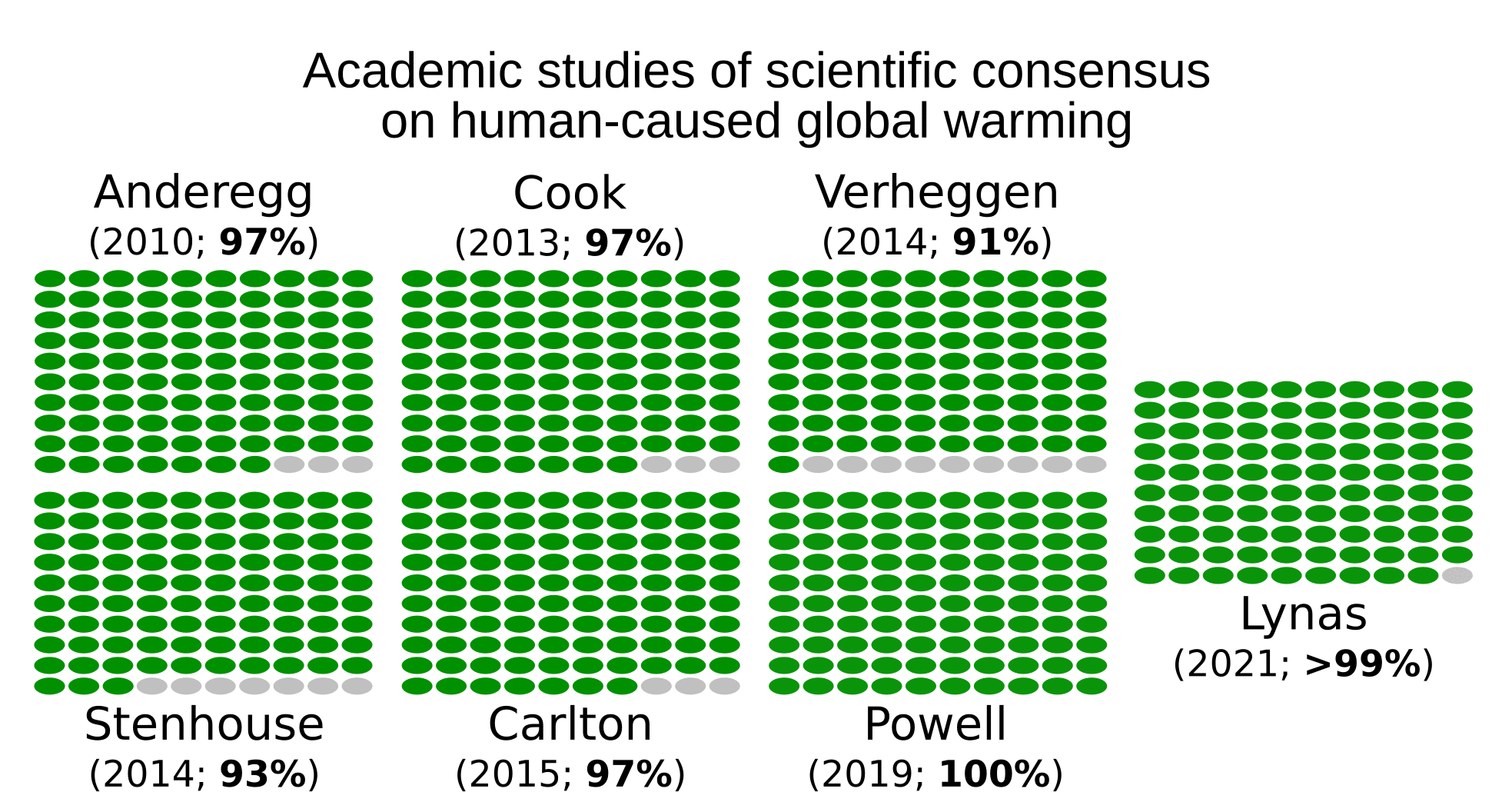
تعكس الدراسات الأكاديمية للاتفاق العلمي حول الاحتباس الحراري الذي يسببه الإنسان بين خبراء المناخ (2010-2015) أن مستوى الإجماع يرتبط بالخبرة في علم المناخ. وجدت دراسة أجريت عام 2019 أن الإجماع العلمي يصل حتى 100%.

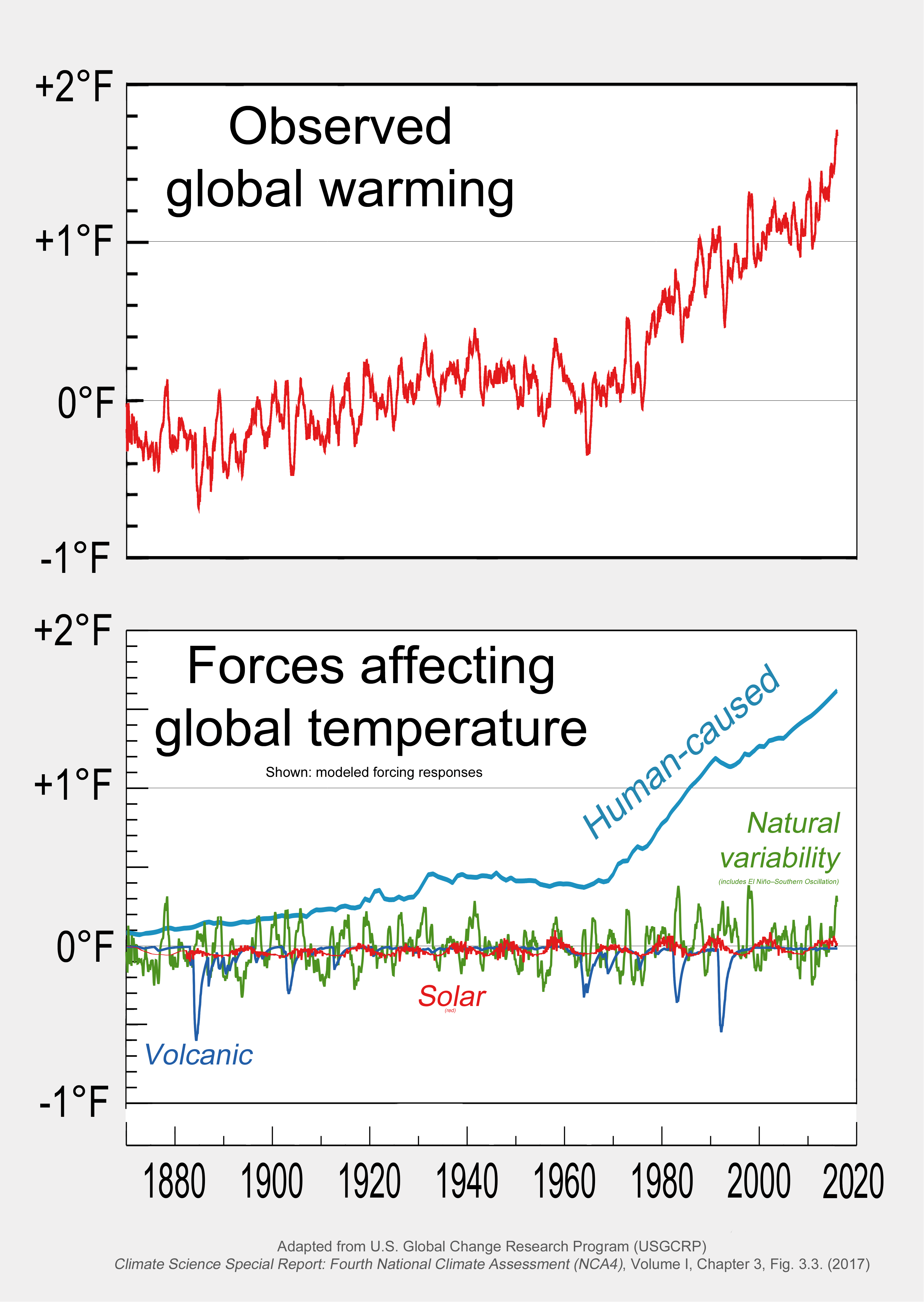
يتضمن التقييم الوطني الرابع للمناخ («إن سي إيه4»، الولايات المتحدة، 2017) رسومًا بيانية توضح كيف أن العوامل البشرية -وليس العوامل الطبيعية المختلفة المحقق فيها- هي السبب الرئيسي للاحتباس الحراري المرصود.

أيدت جميع الأكاديميات العلمية الوطنية التي أصدرت بيانًا بشأن تغير المناخ، بما فيها أكاديميات العلوم في جميع البلدان الصناعية الكبرى، النتائج الدالة على ارتفاع حرارة المناخ في العقود الأخيرة وعلى أن الأنشطة البشرية تؤدي إلى تغير مناخ عالمي.
يناقش تحقيق المساهمة في تغير المناخ الأخير كيف يعزى الاحترار العالمي إلى غازات الدفيئة بشرية المنشأ (جي إتش جي).

### الإجماع العلمي
يتحقق الإجماع العلمي عادةً عن طريق التواصل في المؤتمرات، والنشر في الأدبيات العلمية، والتكرار (النتائج القابلة للتكرار بواسطة الآخرين) ومراجعة الأقران. في حالة الاحتباس الحراري، ذكرت العديد من التقارير الحكومية ووسائل الإعلام في العديد من البلدان والجماعات البيئية أن هناك اتفاقًا علميًا بالإجماع تقريبًا على أن الاحتباس الحراري الذي يسببه الإنسان أمر حقيقي ويشكل قلقًا بالغًا. ووفقًا للمجلس القومي للبحوث بالولايات المتحدة:
توجد مجموعة أدلة قوية وموثوقة، تستند إلى خطوط بحث متعددة، توثق أن المناخ يتغير وأن هذه التغييرات ناتجة في جزء كبير منها عن الأنشطة البشرية. رغم أنه ما يزال هناك الكثير لنتعلمه، لكن فُحصت الظاهرة الأساسية والأسئلة والفرضيات العلمية بدقة وظلت ثابتة في النقاش العلمي الجاد والتقييم الدقيق للتفسيرات البديلة. *** فُحصت بعض الاستنتاجات أو النظريات العلمية واختبرت بدقة، ودعمت بالعديد من الملاحظات والنتائج المستقلة، لدرجة أن احتمالية اكتشاف أنها خاطئة أصبحت ضئيلة للغاية. اعتبرت هذه الاستنتاجات والنظريات حقائق ثابتة. وينطبق ذلك على الاستنتاجات القائلة إن النظام الأرضي آخذ في الاحترار وينتج معظم هذا الاحترار غالبًا عن الأنشطة البشرية.
يقول بعض معارضو التقييم العلمي السائد أنه رغم وجود اتفاق على أن البشر يؤثرون على المناخ، لا يوجد اتفاق عالمي حول الحجم الكمي للاحتباس الحراري البشري المنشأ (إيه جي دبليو) بالنسبة للتأثيرات الطبيعية ونسبة ضررها إلى فائدتها. يؤكد معارضون آخرون استخدام نوعًا من «حجة الإجماع» غير محددة، ويرفضون ذلك بقولهم إن العلم يعتمد على الحقائق بدلًا من الإجماع. يسلط البعض الضوء على مخاطر التركيز على وجهة نظر واحدة فقط في سياق ما يقولون إنه علم غير مستقر، أو يشيرون إلى أن العلم مبني على الحقائق وليس على استطلاعات الرأي أو الإجماع.
كتب دينيس ت. أفيري، محلل السياسة الغذائية في معهد هدسون، مقالًا بعنوان «500 عالم يتعارض بحثهم مع مخاوف الاحتباس الحراري المتسبب فيه الإنسان» نشره معهد هارتلاند في عام 2007. شكك في القائمة فوريًا لسوء فهم وتشويه استنتاجات العديد من الدراسات المذكورة والاستشهاد بالدراسات القديمة المعيبة التي أهملت منذ فترة طويلة. طالب العديد من العلماء المدرجين في القائمة بإزالة أسمائهم. ولم يكن لدى 45 عالمًا على الأقل أي فكرة عن تضمينهم «كمؤلفين مشاركين» ولم يوافقوا على استنتاجات الوثيقة. رفض معهد هارتلاند هذه الطلبات، مشيرًا إلى أن العلماء «ليس لديهم الحق -قانونيًا أو أخلاقيًا- في المطالبة بإزالة أسمائهم من ببليوغرافيا كتبها باحثون يخالفونهم».
حللت ورقة بحثية نُشرت عام 2010 في دورية وقائع الأكاديمية الوطنية للعلوم «1,372 باحثًا مناخيًا وبيانات منشوراتهم واستشهاداتهم لتظهر أن (1) 97-98% من باحثي المناخ الأكثر نشاطًا في النشر يدعمون مبادئ إيه سي سي [تغير المناخ بشري المنشأ] التي حددها الفريق الحكومي الدولي المعني بتغير المناخ، و (2) الخبرة المناخية النسبية والأهمية العلمية للباحثين غير المقتنعين بتغير المناخ بشري المنشأ أقل بكثير من الباحثين المقتنعين». قالت جوديث كاري: «هذا تحليل غير مقنع تمامًا»، في حين قالت ناومي أوراسكس إن الورقة تظهر أن «الغالبية العظمى من علماء [المناخ] العاملين متفقين [بشأن تغير المناخ]... أولئك الذين لا يوافقون، يعتبرون غالبًا للأسف -ويصعب قول ذلك دون أن يبدو نخبوي- إما ليسوا باحثين في مجال المناخ أو ليسوا باحثين منتجين للغاية.» اعترف جيم برال، أحد المؤلفين المشاركين في الدراسة، بأنه «سيكون مفيدًا وجود طرف فاتر كفئة ثالثة».
حللت دراسة أجريت عام 2013، نُشرت في مجلة استعراض الأقران إنفيرومنتال ريسيرش ليترس، 11,944 ملخص لأبحاث منشورة في المؤلفات العلمية الخاضعة لاستعراض الأقران بين عامي 1991 و2011، والمحددة عن طريق البحث في محرك فهرس الاقتباس معهد شبكة العلوم للمعلومات العلمية عن السلاسل النصية «تغيير المناخ العالمي» أو «الاحتباس الحراري». وجد المؤلفون أن 3974 ملخصًا أعرب عن رأيه تجاه الاحتباس الحراري الناجم عن الأنشطة البشرية، وأيد 97% منها الإجماع على أن البشر يتسببون في الاحتباس الحراري. وجد المؤلفون أنه من أصل 11,944 ملخصًا، أيد 3896 هذا الإجماع، ولم يتخذ 7930 موقفًا بشأنه، ورفض 78 الأجماع، وأعرب 40 عن تشككه بشأنه.
نشرت لجنة التحقق من الشك في عام 2014 رسالة من 52 متشكك رئيسي، تدعم الإجماع العلمي وتطلب من وسائل الإعلام التوقف عن الإشارة إلى المنكرين على أنهم» متشككون«. أوضحت الرسالة الرأي المتشكك والمنكر بشأن المناخ: » بصفتنا متشككين علميين، ندرك جيدًا الجهود السياسية التي يبذلها الذين ينكرون الواقع ولكن لا ينخرطون في البحث العلمي أو ينظرون في الأدلة التي تثبت أن آراءهم الراسخة خاطئة، لتقويض علم المناخ. وأنسب كلمة لوصف سلوك هؤلاء الأفراد هي» الإنكار«. لا يعد جميع الذين يدعون أنفسهم متشككين في تغير المناخ منكرون. ولكن يصف جميع المنكرين تقريبًا أنفسهم على نحو زائف بأنهم متشككون. وباستخدام هذه التسمية الخاطئة، منح الصحفيون مصداقية غير مستحقة للذين يرفضون العلم والبحث العلمي«.